# 11e armée (Italie)
Pour les articles homonymes, voir 11e armée.
La 11e armée italienne (en italien: 11ª Armata) était une grande unité de l'armée royale italienne (Regio Esercito) pendant la Seconde Guerre mondiale, qui opérait sur le front gréco-albanais pendant le conflit.

## Histoire
Le commandement  de la 11e d'armée a été formé le 9 novembre 1940 en Albanie, par transformation du Commandement supérieur des troupes d'Albanie préexistant encadrant les VIIIe et XXVe corps d'armée et destiné au secteur sud de la frontière gréco-albanaise, pour étendre ensuite son déploiement du massif du Pinde à la mer Ionienne, avec des unités déployées au-delà de la frontière albanaise sur le territoire de l'Épire.
Cependant, la poussée offensive initiale des unités est compromise par la crise survenue à la frontière macédonienne dans la première moitié du mois de novembre et la perte d'Ersekë, importante jonction avec la 9e armée. Les Grecs profitent de la situation en leur faveur et attaquent le flanc gauche du déploiement le 20 novembre. Au cours des combats qui se sont développés principalement dans la région de Konista, sur le couloir de Kalpáki, au pont de Perati, le long de la vallée de Sarantáporo et à cheval sur Vojussa, l'élan offensif des Grecs a d'abord été freiné, puis arrêté.
La pression des Grecs se manifeste également dans le secteur sud où, le 23 novembre, une attaque menée derrière le flanc maritime de la 11e armée conseille une retraite de la grande unité italienne, qui en décembre est renforcée par le IVe corps d'armée et le Corps d'armée spécial (Corpo d'armata speciale). Les combats se déplacent autour de Gjirokastra, qui est évacuée le 7 décembre, et dans la vallée de l'Osum, voie de pénétration vers Berat, où les Grecs, après s'être emparés du col de Devris, obligent des sections de l'aile gauche de la 11e armée à se replier sur le massif de Tomori. Les combats ont également été particulièrement violents le long de la crête de Kiarista et au carrefour routier de Klisura[Lequel ?] dans la vallée de Vojussa ; dans la vallée de Drino, de lourdes attaques directes contre les piliers de défense de Mali Ormova et Buzë-Devri, ainsi que dans la zone de Kurvelesh, ont contraint la défense à quelques retraites locales, mais n'ont pas permis aux Grecs d'atteindre la route de Tepelenë, la cible de l'attaque. Dans la vallée de Shushitza et sur le littoral, les troupes grecques ont tenté, le 12 décembre et les jours suivants, de percer, ne réussissant qu'à imposer de légers ajustements territoriaux au front de Porto Palermo à Dermi et des positions de Chiafat et Draše à celles de Vranište et Bolena.
Au début de l'année 1941, les unités grecques poursuivent l'offensive sur l'axe opérationnel Vojussa-Desnitsa, en vainquant la résistance des unités italiennes entre le 8 et le 9 janvier, et en venant à bout des derniers bastions protégeant le col de Klisura[Lequel ?]. Du 26 au 30 janvier, des unités de la 11e armée ont lancé des contre-attaques décisives pour reprendre Klisura, mais elles ont échoué en raison de la violente réaction des Grecs. En février se déroule la bataille défensive de Tepelenë, au cours de laquelle les Grecs tentent un effort extrême pour vaincre la défense italienne, réussissant à s'emparer des sommets des monts Scindeli le 14 février et des hauteurs de Golico et Trebeshina le 8 mars, mais leur poussée offensive s'épuise sur les conquêtes de ces hauteurs sans réaliser la percée espérée en direction de Vlora.
Le 9 mars, la contre-offensive italienne prévue, surnommée "offensive du Printemps", débute et Benito Mussolini lui-même, arrivé en Albanie le 2 mars, assiste au début de l'attaque depuis un poste d'observation proche des lignes de front. La contre-offensive italienne voit la 11e armée et ses corps d'armée en première ligne; quelque 300 canons, suivis de bombardiers, frappent à plusieurs reprises les positions grecques, ouvrant la voie à l'attaque du VIIIe corps d'armée du général de corps d'armée (generale di corpo d'armata) Gastone Gambara, soutenu au sud-ouest par le XXVe corps d'armée du général de corps d'armée Carlo Rossi et au nord-est par le IVe corps d'armée du général de corps d'armée Carlo Spatocco. Après un début apparemment réconfortant, l'attaque italienne a marqué le pas peu après le début, l'action devenant statique et prenant l'apparence d'une bataille d'attrition avec des taux d'attrition très élevés et de lourdes pertes pour les deux combattants, avec diverses positions gagnées et perdues à plusieurs reprises.
Avec l'invasion allemande de la Grèce (opération Marita), la situation se précipite pour les Grecs, et le 13 avril, l'armée grecque dirigée par le général Alexandros Papagos commence à s'effondrer. Les forces italiennes avancent dans le vide laissé par les Grecs en retraite, et bien que le moral et la cohésion des unités grecques se détériorent de jour en jour, plusieurs actions d'arrière-garde ont encore lieu; le 14 avril, les troupes italiennes réoccupent Coriza , puis Gjirokastra le 18 avril. Le 23 avril à 14h45 à Ioannina, l'armistice définitif des hostilités sur le front gréco-albanais est signé, imposant essentiellement une reddition inconditionnelle des forces grecques, signé par le lieutenant général Geórgios Tsolákoglou pour la Grèce et le général Alberto Ferrero pour l'Italie.
Après l'armistice avec la Grèce, les unités de la 11e armée ont été déployées comme troupes d'occupation dans la péninsule et les îles helléniques. Le 1er juillet 1941, la 11e armée, ayant élargi ses tâches et ses fonctions, est renommée "Commandement des forces supérieures de Grèce" (Comando Superiore Forze Armate Grecia), prenant sous son commandement les IIIe et XXVIe corps d'armée, perdant le Corps d'armée spécial et cédant le 1er décembre le XXVe corps d'armée à la 9e armée.
Outre les actions de lutte contre la guérilla, le Commandement des forces armées supérieures de Grèce a également assumé des tâches de défense côtière sur le territoire grec et, à partir de février 1942, également dans les îles Ioniennes.
Le 1er juin 1943, il reprend le nom de commandement de la 11e armée et se transforme en une grande unité mixte italo-allemande en plaçant sous son commandement les IIIe et XXVIe corps d'armée italiens et le LXVIIIe corps d'armée allemand. À partir du 28 juillet, la 11e armée passe opérationnellement sous les dépendances du Heeresgruppe E du Generaloberst Alexander Löhr basé à Thessalonique poursuivant ses missions de lutte anti-guérilla et anti-débarquement jusqu'au 8 septembre 1943. Le commandement de la 11e armée est dissous à Athènes le 18 septembre 1943 à la suite des événements qui suivent l'armistice du 8 septembre (armistice de Cassibile).

## Commandants
Comando 11ª Armata (1940-1941)
| Grade                      | Nom                        | Du               | Au               |
| -------------------------- | -------------------------- | ---------------- | ---------------- |
| Generale di corpo d'armata | Sebastiano Visconti Prasca | 9 novembre 1940  | 16 novembre 1940 |
| generale d'armata          | Carlo Geloso               | 16 novembre 1941 | 1er juillet 1941 |

Comando Superiore FF.AA. Grecia
| Grade                       | Nom                | Du               | Au            |
| --------------------------- | ------------------ | ---------------- | ------------- |
| generale d'armata           | Carlo Geloso       | 1er juillet 1941 | 3 mai 1943    |
| generale designato d'armata | Carlo Vecchiarelli | 3 mae 1943       | 1er juin 1943 |

Comando 11ª Armata (1943)
| Grade                       | Nom                | Du            | Au                |
| --------------------------- | ------------------ | ------------- | ----------------- |
| generale designato d'armata | Carlo Vecchiarelli | 1er juin 1943 | 19 septembre 1943 |

## Ordre de bataille

### Août 1941
Au cours des premiers mois de son occupation de la Grèce, la 11e armée comprenait les unités suivantes :
- IIIe corps d'armée (Volos), Generale di divisione. Mario Arisio
  - 11e division d'infanterie Brennero (Athènes)
  - 24e Division d'infanterie Pinerolo (Trikala)
  - 36e division d'infanterie Forlì (Larissa)
- VIIIe corps d'armée (Xylokastro), Generale di Corpo d'Armata. Giuseppe Pafundi
  - 29e division d'infanterie Piemonte (Patras)
  - 51e division d'infanterie Siena (Nauplie), destinée à être transférée en Crète [7]
  - 59e division d'infanterie Cagliari (Tripoli)
  - 3rd Julia Alpine Division (Metsovo), en fait sous le contrôle opérationnel direct du "Commandement supérieur des forces armées de Grèce" en tant que réserve générale[8], part pour l'Italie en mars 1942[9].
- XXVIe corps d'armée (Ioannina), Generale di divisione. Guido Della Bona.
  - 33e division d'infanterie Acqui (Corfou)
  - 37e division d'infanterie Modena (Ioannina)
  - 56e Division d'Infanterie Casale (Agrinion)

### Printemps 1943
Au printemps 1943, la 11e armée est composée des unités suivantes :
- IIIe corps d'armée (Volos)
  - 24e division d'infanterie Pinerolo (Trikala)
  - 36e division d'infanterie Forlì (Larissa)
- VIIIe corps d'armée (Xylokastro)
  - 29e division d'infanterie Piemonte (29e division d'infanterie Piemonte)] (Patras)
  - 59e division d'infanterie Cagliari (Tripoli)
- XXVIe corps d'armée (Ioannina)
  - 37e division d'infanterie Modena (37e division d'infanterie Modena) (Ioannina)
  - 56e division d'infanterie Casale (Agrinion)
- 11e division d'infanterie Brennero (Athènes), en tant que réserve générale sous le commandement direct de la 11e armée.
- 33e division d'Infanterie Acqui (Corfou), en tant que garnison des Iles Ioniennes[9]

## Référence
1. 1 2 3 4 5 6 7 8 9 10 11 12 13 14  11ª Armata
2. ↑  Cervi 2005 pp. 199-200.
3. ↑  Cervi 2005 pp. 198-199.
4. ↑  Cervi 2005 p. 243.
5. ↑  Cervi 2005 pp. 253-257.
6. ↑  Bregantin 2010, p. 108-109, 118.
7. ↑  Bregantin 2010, p. 108.
8. ↑  Bregantin 2010, p. 108-109.
9. 1 2  Bregantin 2010, p. 266 (note 351).
10. ↑  Bregantin 2010, p. 266.

## Source
- (it) Cet article est partiellement ou en totalité issu de l’article de Wikipédia en italien intitulé « 11ª Armata (Regio Esercito) » (voir la liste des auteurs).